# キーストーン・ステート級貨物揚搭能力強化型輸送艦
キーストーン・ステート級貨物揚搭能力強化型輸送艦（キーストン・ステートきゅうかもつようとうのうりょくきょうかがたゆそうかん、英語: Keystone State Class Auxiliary Crane Ship）は、アメリカ海軍の輸送艦。

## 概要
荷役能力が貧弱もしくは破壊された港湾において、迅速な揚搭を行うために右舷に巨大なツインクレーン3組を持つ。クレーンは前甲板に2か所、後甲板に1か所である。各クレーンの能力は1基で30トンである。
1960年代に建造された民間のC6-S-1aq型コンテナ船をアメリカ海軍が購入・改装し、1984年から1986年にかけて就役した。
輸送任務のほか、事前集積艦や国家予備艦隊として海上輸送司令部（英語: Military Sealift Command）に配備されている。保管状態にある艦は最短5日で、活性化するようにされている。

## 同型艦
| 艦番号   | 艦名                                                 | 起工           | 進水           | 就役           | 退役 |
| -------- | ---------------------------------------------------- | -------------- | -------------- | -------------- | ---- |
| T-ACS-1  | キーストーン・ステート SS Keystone State             | 1965年 1月23日 | 1965年 2月10日 | 1984年 7月     |      |
| T-ACS-2  | ジェム・ステート SS Gem State                        | 1965年 2月10日 | 1965年 5月30日 | 1984年 5月7日  |      |
| T-ACS-3  | グランドキャニオン・ステート SS Grand Canyon State   | 1964年 3月20日 | 1965年 1月23日 | 1965年 11月4日 |      |
| T-ACS-7  | ダイヤモンド・ステート SS Diamond State              | 1961年         | 1961年 5月11日 | 1989年         |      |
| T-ACS-8  | イコーリティ・ステート SS Equality State             | 1961年         | 1961年 5月11日 | 1989年         |      |
| T-ACS-9  | グリーンマウンテン・ステート SS Green Mountain State | 1963年 12月2日 | 1964年 8月20日 | 1992年 3月15日 |      |
| T-ACS-10 | ビーバー・ステート SS Beaver State                   | 1964年 4月13日 | 1965年 1月14日 | 1987年 4月2日  |      |